# Ітошіма

Ітоші́ма (яп. 糸島市, いとしまし, МФА: [itoɕima ɕi̥]?) — місто в Японії, в префектурі Фукуока.     Отримало статус міста 2010 року. Площа становить 216,15 км². Станом на 1 липня 2012 року населення складало 97 856  осіб, густота населення — 453 осіб/км².     

## Історія
Іїдзука отримала статус міста 1 січня 2010 року.